# Alberto Schiatti

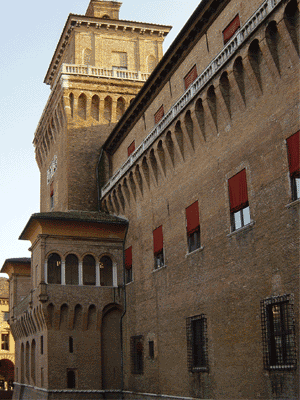
Castello Estense

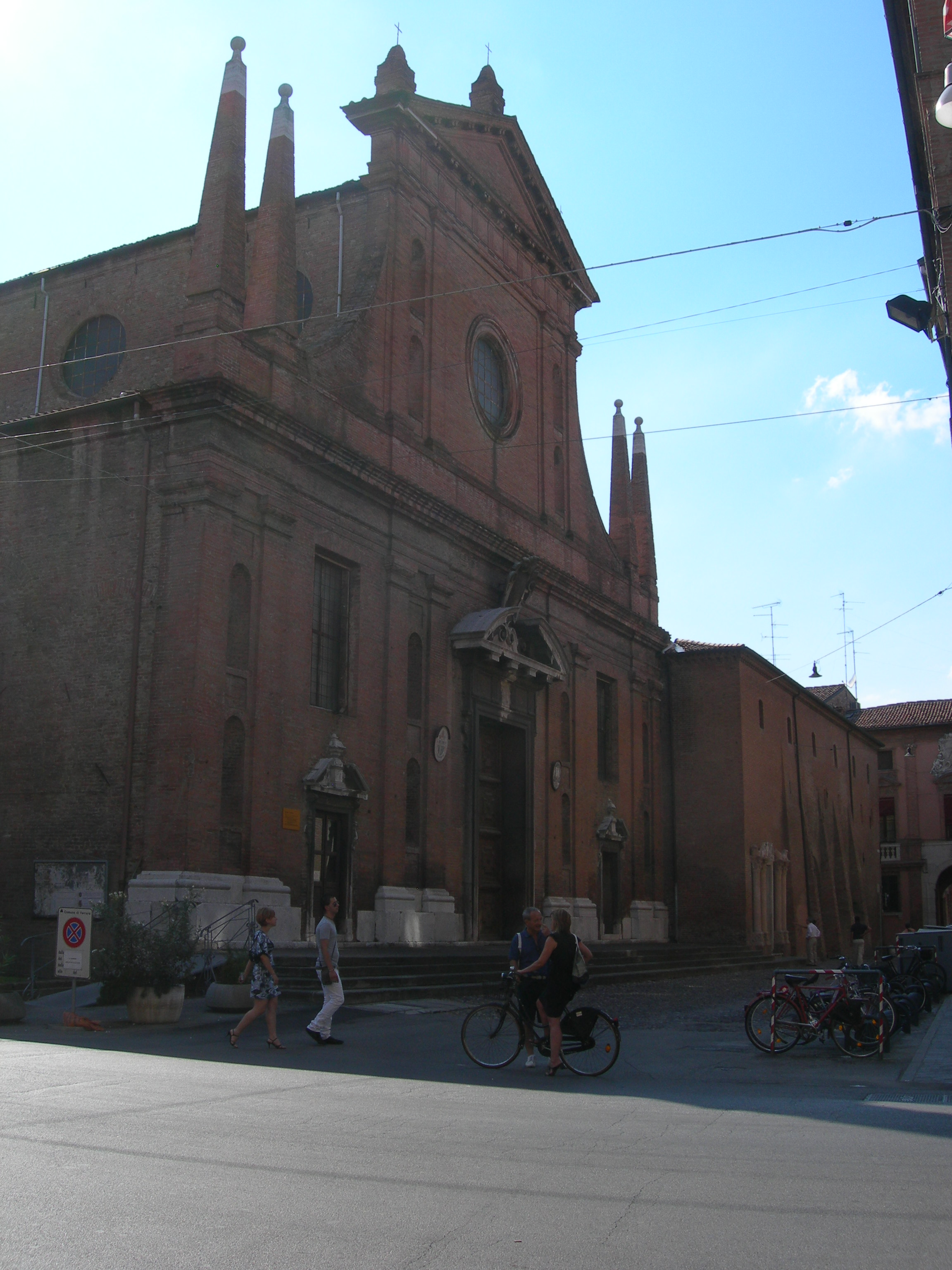
Església de San Paolo

Alberto Schiatti (Ferrara, ? – Ferrara 1586) va ser un arquitecte que va treballar a Ferrara en l'àmbit del manierisme emilià.
Les seves obres més destacades van ser les intervencions al Palazzo dei Diamanti (1567) i al Castello Estense (1570).
En el cas del Castello Estense, es va confiar a Girolamo da Carpi la transformació del castell, demolint els merlets i reemplaçant-los per balcons de pedra. També va afegir un altre planta a l'edifici i va dissenyar la Loggia degli Aranci (de les taronges) al primer pis de la Torre dei Leoni. Després de la mort de Da Carpi, el treball va ser completat per Alberto Schiatti.
L'arquitecte també va reconstruir l'Església de San Paolo, que va quedar en la seva forma actual després del terratrèmol de 1570. És un antic i elegant convent i té dos claustres. Els frescs i pintures valuoses, sobretot del segle xvi i xvii, fan d'aquesta església un museu d'artistes del Renaixement ferrarès. La llista d'obres és interminable, com el Descens de l'Esperit Sant de Scarsellino, La Resurrecció i La Circumcisió de Bastianino i El naixement de Sant Joan Baptista de Scarsellino.